# Siernicze Małe
Siernicze Małe (prononciation : [ɕɛrˈnit͡ʂɛ ˈmawɛ]) est un village polonais de la gmina d'Ostrowite dans le powiat de Słupca de la voïvodie de Grande-Pologne dans le centre-ouest de la Pologne.
Il se situe à environ 4 kilomètres au nord d'Ostrowite (siège de la gmina), à 18 kilomètres au nord-est de Słupca (siège du powiat) et à 75 kilomètres à l'est de Poznań (capitale régionale).

## Histoire
De 1975 à 1998, le village faisait partie du territoire de la voïvodie de Konin.

Depuis 1999, Siernicze Małe est situé dans la voïvodie de Grande-Pologne.